# Коноваловская пещера
Коноваловская (Большая Коноваловская) пещера — пещера на севере Свердловской области России, находится на юге города Североуральска. Длина разведанных ходов составляет 2700 метров.

## История
Коноваловская пещера по-видимому впервые исследована местными школьниками во второй половине XX века. Ими же были исследованы и расположенные рядом пещеры.
Спелеологами данный район изучался мало. Только в 2010 году в район нахождения Коноваловской пещеры была снаряжена экспедиция. В июне спелеологами Свердловской городской спелеосекции (СГС) Цурихиным Е. А., Иванищевым А. и Прожериной О. найдены и осмотрены 5 пещер на реке Вагран, информация о которых была получена от археолога В. А. Шакаева: Усольцевская и 4 пещеры в районе Коноваловских дач, называемые местными жителями Комсомольской, Пионерской, Октябрятской и Партизанской. В самой большой пещере, получившей название Большая Коноваловская, отснято около 100 метров ходов, найдены перспективные ходы, идущие вглубь массива.
Чёткой привязки названий к входам документально не было зафиксировано. В связи с этим точно установить, какую из пещер ранее исследовали школьники, не представляется возможным.
Сейчас официальное название пещеры, фигурирующее в спелеолитературе — Коноваловская имени 50-летия СГС. В сентябре 2011 года в честь юбилея спелеоклуба города Екатеринбурга пещере Большая Коноваловская присвоено название «Имени 50-летия СГС». Название Коноваловская связано с расположенными прямо у пещеры Коноваловскими дачами, которые в свою очередь поименованы по реке Коноваловке.
Местное название пещеры — Комсомольская. Иногда встречается название Мышиная, появившееся благодаря краеведу и археологу В. Шакаеву.
В декабре 2010 года обследована зимовка летучих мышей в Большой Коноваловской пещере, были зафиксированы: Бурый ушан Plecotus auritus (Linnaeus, 1758) 3 самки; Северный кожанок Eptesicus nilssoni (Keyserling, Blasius, 1839) 4 самца, 5 самок; Прудовая ночница Myotis dasycneme (Boie, 1825) 1 самец, 1 самка. В феврале 2011 года в новой галерее, названной Космической, обнаружены три колонии Ночницы Брандта Myotis brandtii (Eversmann, 1845) общей численностью более 200 экз. Большие колонии летучих мышей встретились спелеологам и в гроте Лишиных, и в системе Драконья кладка. Наличие таких крупных колоний летучих мышей — уникальное явление для пещер Свердловской области, что требует разработки специальных мер по охране этих млекопитающих.
К концу 2016 года пройдено и закартировано больше 2,5 километров ходов Коноваловской пещеры. Была обнаружена звуковая связь с соседними пещерами Пионерская и Партизанская. Существует гипотеза, что эти пещеры соединяются в единую систему. Экспедициями найдены многочисленные продолжения ходов пещеры.

## Описание

### Геология и морфология
Большую часть пещеры составляет лабиринт низких и узких ходов, чрезвычайно сложный для ориентирования.

### Гидрология
Спелеологам удалось спуститься в бывшую фреатическую зону, расположенную значительно ниже уровня протекающей в прошлом поблизости реки Вагран. В настоящее время воды Ваграна отведены в забетонированное русло, и те участки пещеры, которые ранее были затопленными, стали сухими.

### Вторичные отложения
Наблюдаются красивые натечные образования (в дальних частях пещеры).